# Cyphocharax derhami
Cyphocharax derhami är en fiskart som beskrevs av Richard P. Vari och Chang 2006. Cyphocharax derhami ingår i släktet Cyphocharax och familjen Curimatidae. Inga underarter finns listade i Catalogue of Life.